# Estádio Antônio Accioly
O Estádio Antônio Accioly, também conhecido como Castelo do Dragão, localiza-se na cidade de Goiânia (estado de Goiás, região Centro-Oeste do Brasil) e pertence ao Atlético Clube Goianiense, onde são realizadas suas partidas em campeonatos regionais, nacionais e internacionais. 
O Antônio Accioly já sediou partidas de competições de futebol nacionais, como o Campeonato Brasileiro da Séries A, B e C e Copa do Brasil. E competição internacional a Copa Sul-Americana.
O estádio tem suas arquibancadas totalmente cobertas, a instalação oferece  infraestrutura com sala de primeiros socorros e tratamento médico, além de áreas para descanso, fisioterapia e massagem, sala para a realização de reuniões com equipamentos multimídia e sala privada para a gerência da delegação.

## História
No ano de 1942, os então dirigentes Atleticanos Edson Hermano e Antônio Accioly, receberam do interventor regente no estado de Goiás, Pedro Ludovico Teixeira, a doação de um terreno de 18.000 metros quadrados, destinados a ser futuramente, o estádio do Atlético Clube Goianiense. A diretoria então manteve o compromisso e a responsabilidade da doação: "Ser uma praça esportiva destinada ao desenvolvimento do esporte em Goiânia e Goiás", e que oficialmente então, foi inaugurado no dia 14 de Setembro de 1947, o Estádio Antônio Accioly.
O primeiro presidente do Atlético Clube Goianiense foi Antônio Accioly, descrito por atleticanos que o conheceram como um homem que vivia pelo Atlético. Foi ele quem conseguiu o terreno para a construção do estádio do clube que em sua homenagem leva o seu nome. Era conhecido por resolver todos os problemas do clube, principalmente os financeiros.
O estádio foi utilizado de maneira regular, com o Atlético mandando a maioria de seus jogos nele até o início da década de 1980, quando o estádio foi fechado para reformas. A reinauguração do estádio ocorreu no ano de 1984, quando foi realizado no Castelo do Dragão uma partida entre a equipe feminina do Atlético Goianiense contra a equipe feminina do rival, Vila Nova Futebol Clube. 
No começo do século XXI, o clube, devido a más administrações chegou próximo do fim, inclusive com a demolição e abandono do estádio Antônio Accioly, que na época foi cogitada a construção de um shopping center no local. Porém, Em 2005, com a ajuda de verdadeiros torcedores e abnegados, o clube ressurgiu, o Castelo do Dragão foi reconstruído e o Dragão, por sua vez, "ressurgiu das cinzas". O local também ficou conhecido por abrigar em 1996 um show da cantora pop colombiana Shakira, com sua então turnê mundial 'Pies Descalzos'.
No começo de 2013 o estádio começou a ser remodelado, no entanto, por falta de recursos, a obra não foi adiante como se esperava. Porém no final de 2017 se da  inicio a uma grande reforma no estádio no qual se encontra hoje moderno e simples. 
Segundo a diretoria do clube, a reforma, ampliou a capacidade do estádio para 10.500 espectadores. Vale lembrar que, o motivo da interdição do estádio foi a falta de segurança em uma das arquibancadas, que estava com a estrutura comprometida.  
Em 2018, no Campeonato Goiano com portões fechados, o Atlético volta a disputar um jogo oficial no local. Bate o Itumbiara por 1 a 0, depois perde para o Iporá de 3 a 1. Na Série 'B' reinaugura o estádio com uma vitória por 1 a 0 em cima do Coritiba.
Em 2019, foi a casa do time na conquista do Campeonato Goiano. Na Copa do Brasil, recebeu seu público recorde para época, contra o Santos, vitória por 1 a 0, para um público de 10.525 pessoas.
No fim de 2019 com o acesso a série A diretoria decidiu fazer adequações no estádio para poder usar o Castelo do Dragão na primeira divisão do campeonato brasileiro. As adequações incluíram no estádio a sala do VAR, expansão das arquibancadas, novos bancos de reservas, troca de toda iluminação por refletores de LED e melhorias no sistema de drenagem do campo. A reforma de 2020, gerou um aumento de capacidade para 12.500 lugares.
Em virtude da pandemia da COVID-19 que assolou o mundo no início de 2020 o clube precisou fazer os jogos do campeonato brasileiro 2020 sem presença de público. E o campeonato goiano 2020 que foi adiado e pode ter sua final jogada no estádio Antônio Accioly, isso já 2021, com o Atlético voltando a se sangrar campeão jogando no bairro de campinas.

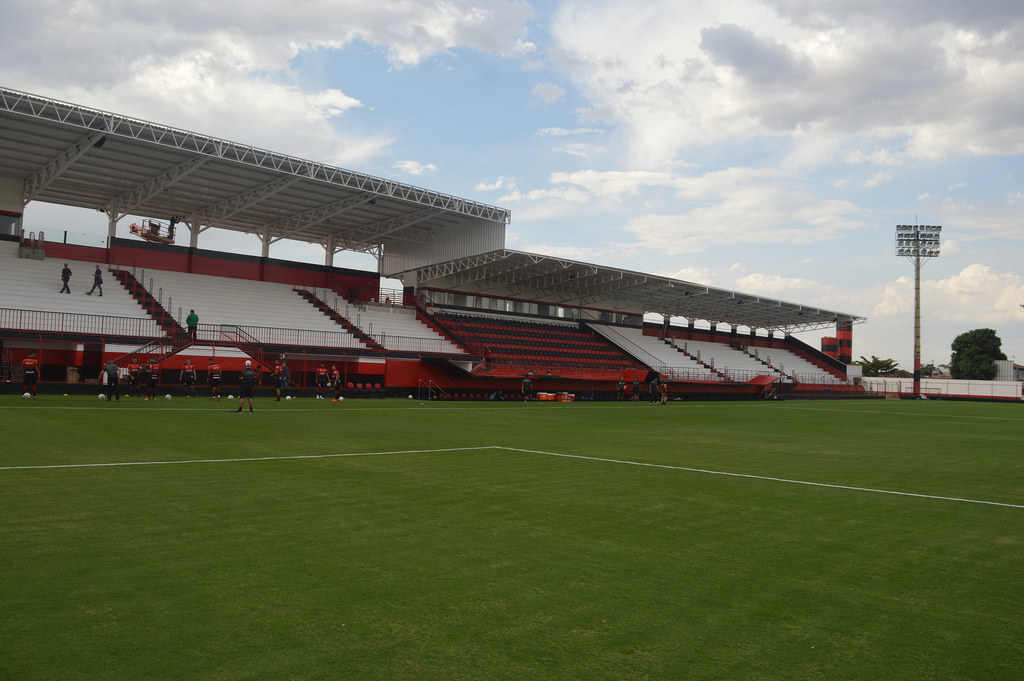
Arquibancadas do Castelo do Dragão.

Em 2021 após liberação total do público aos estádios o Dragão fez 3 jogos no Accioly onde o grande destaque foi a torcida que lotou o estádio e empurrou o time para cima dos adversários e cravou novo recorde de público para o estádio. No dia 23 de novembro o Atlético empatou por 1 x 1 com o Juventude para um público de 9.051 pessoas, já no dia 29 de novembro venceu o Bahia por 2x1 diante de 11.623 pessoas e finalmente no dia 09 de dezembro venceu o Flamengo por 2 X 0 com 11.728 pessoas cravando novo recorde de público do estádio.

Já no início de 2022 no dia 26 de março em jogo válido pela final do campeonato goiano a torcida atleticana crava novo recorde de público com 12.089 pessoas presentes no estádio para assistir a vitória do Atlético sobre o rival Goiás por 1x0.